# Faisal Mellah
Pour les articles homonymes, voir Mellah (homonymie).
Faisal Mellah, né le 19 mai 1991 à Amsterdam, est un joueur international néerlandais de futsal.

## Biographie
Faisal Mellah naît aux Pays-Bas originaire de Nador au Maroc. Il commence le futsal professionnel au FC Marlène.
En 2017, il remporte la Coupe des Pays-Bas avec le FC Marlène. Grâce à ses prestations en club, il fait état d'un transfert au mercato estival direction le Hovocubo, club le plus prestigieux du championnat. Il remporte un an plus tard, en 2018, le championnat avec le Hovocubo grâce à une victoire contre le ZVV 't Knooppunt.
Il reçoit sa première sélection le 31 janvier 2019 contre le Montenegro (victoire, 2-4).

## Palmarès
- 2017 : Vainqueur de la Coupe des Pays-Bas de futsal avec le FC Marlène
- 2018 : Champion des Pays-Bas avec le Hovocubo
- 2025 : Champion des Pays-Bas avec le Tigers Roermond